# 熱萊茲尼基
熱萊茲尼基（斯洛維尼亞語： 發音：[ʒɛˈleːzniki] ⓘ），是斯洛維尼亞熱萊茲尼基市鎮的小鎮及行政中心，也是塞爾斯卡索拉河谷的經濟中心和最大的聚居地。

## 教堂
當地的堂區教堂是獻給聖安東尼，位於塞爾斯卡索拉河左岸的特爾涅（Trnje）。它建於1872年至1874年間，採用新文藝復興建築風格，位於一座於1822年被燒毀的早期教堂的遺址上。教堂由 Franc Faleschini 根據 Štefan Šubic 的設計建造。鐘樓在1944年被火災損壞，但在1997年修復。該教堂包含 Janez Wolf、Janez Gosar Sr. 和 Ludovik Grilc 的作品。

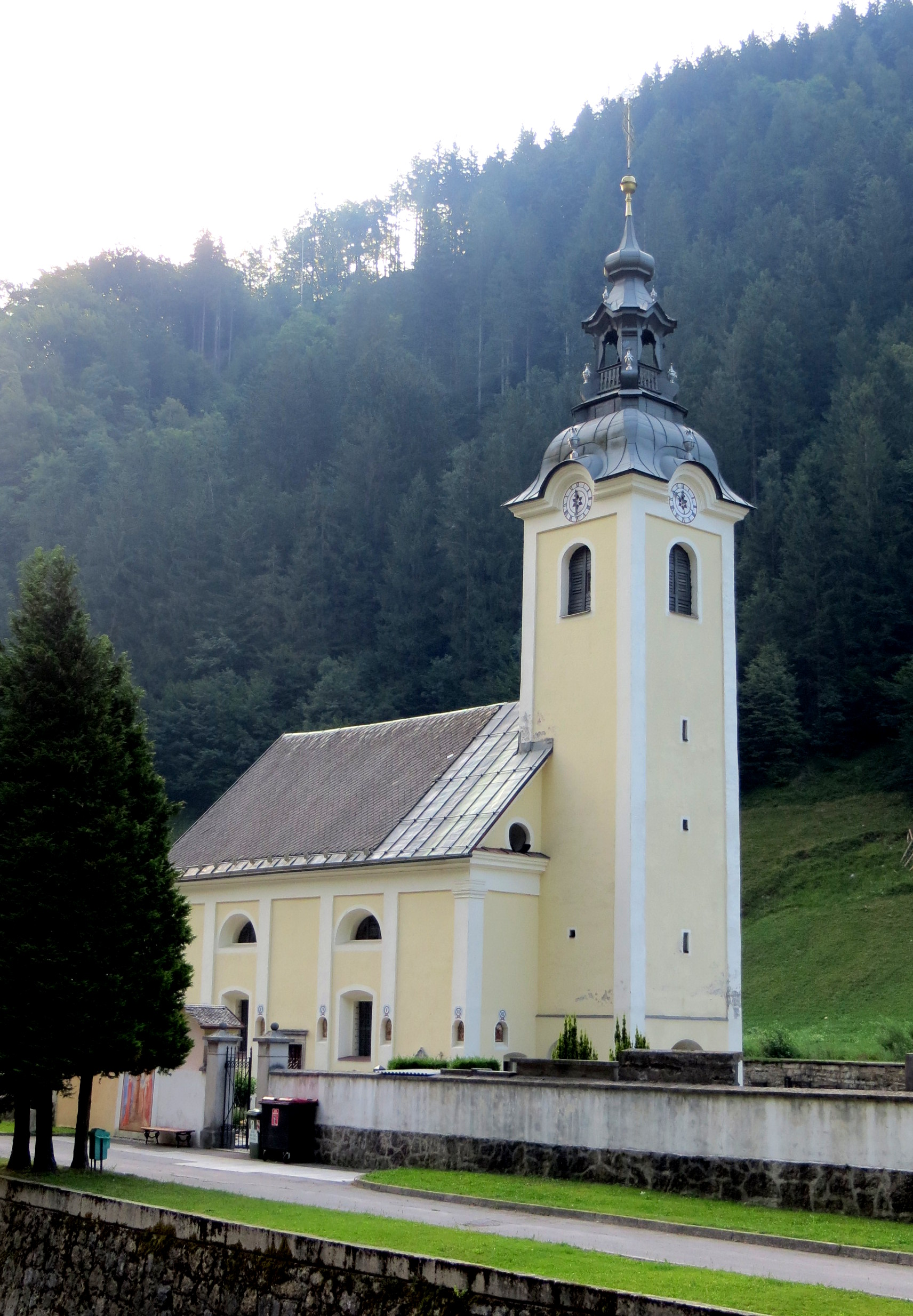
聖弗朗西斯澤維爾教堂

聖弗朗西斯澤維爾教堂矗立在河對岸略為上游處。它建於1707年，採用巴洛克風格，有一個桶形拱形聖壇和中殿。聖壇拱頂和拱門由 Štefan Šubic 於1857年繪製。教堂周圍的墓地建於19世紀初。

## 外部連結
- 维基共享资源上的相關多媒體資源：熱萊茲尼基
- 熱萊茲尼基市鎮官方网站 （页面存档备份，存于） （斯洛文尼亚文）
- Železniki at Geopedia （页面存档备份，存于）
- Železniki - Slovenia Landmarks （页面存档备份，存于）. Includes virtual panoramas.
- http://www.td-zelezniki.si/ct-menu-item-1 （页面存档备份，存于）